# Prodromo della Flora Toscana Ossia Catalkogo Metodico dell Piante
Prodromo della Flora Toscana Ossia Catalkogo Metodico dell Piante (abreviado Prodr. Fl. Tosc.) es un libro con ilustraciones y descripciones botánicas que fue escrito por el botánico italiano; Théodore Caruel con  el volumen principal publicado en octubre de 1860-enero 1862. 